# Fachwelt Verlag
Der Fachwelt Verlag ist ein ausländischer Verlag für Fachmedien, die als Zeitschriften, online und als Apps für mobile Geräte erscheinen.

## Geschichte
Der Fachwelt Verlag wurde am 15. April 2013 in Stuttgart von dem Verlagsleiter Alija Palevic gegründet. Der Firmensitz befindet sich seit Mitte 2021 in Montenegro.

## Verlagsprogramm
Der Fachwelt Verlag informiert branchenübergreifend mit Meldungen, Messeberichten sowie Fachartikeln aus der verfahrenstechnischen Prozessindustrie sowie aus der Wasser- und Abwasserbranche. Seit dem dritten Quartal 2018 ist das Fachzeitschriftenportfolio des Verlags IVW-geprüft.
Zu den Fachmedien im Printbereich zählen folgende Titel:
- PROZESSTECHNIK: Das Fachmagazin erschien 2013 das erste Mal mit zwei Ausgaben. Seit 2017 erscheint die PROZESSTECHNIK sechsmal jährlich. Die Zeitschrift richtet sich an die verfahrenstechnische Industrie. Das Magazin berichtet über Neuigkeiten aus der chemischen, pharmazeutischen Industrie und aus der Lebensmittel- und Getränkeindustrie. Als Sonderausgaben der PROZESSTECHNIK erscheinen die FOODTEC und die Fachzeitung Analytic. Die Zeitschrift ENERGIE-EFFIZIENZ wurde bis 2019 herausgebracht.

- PHARMATECHNIK: Die Fachzeitung erschien 2017 dreimal. Seit 2018 erscheint die PHARMATECHNIK viermal jährlich im A3-Format und berichtet über Technik der pharmazeutischen Industrie.

- W&A WASSER & ABWASSER TECHNIK: Das Fachmagazin wurde 2017 zweimal publiziert. Seit 2018 erscheint die Fachzeitschrift viermal jährlich. Informationen um die Themen Verteilung, Messung – Regelung – Analyse, Gewinnung & Nutzung, Schutzsysteme, Kanalisation sowie Aufbereitung & Behandlung werden in diesem Magazin behandelt.

Das Online-Portfolio besteht aus den Websites PROZESSTECHNIK-Portal, PHARMATECHNIK-Online, WASSER & ABWASSER TECHNIK, INDUSTRY24h und IndustrieWelt.